# Haroldius convexus
Haroldius convexus là một loài bọ cánh cứng trong họ Bọ hung (Scarabaeidae).